# Bed Bath & Beyond
Bed Bath & Beyond, Inc., tidigare Bed 'n Bath, är ett amerikanskt multinationellt detaljhandelsföretag som säljer produkter främst tillhörande badrum och sovrum men med tiden har även andra områden i hemmet inkluderats. De hade till sitt förfogande 1 020 butiker i Kanada, Mexiko, Puerto Rico och USA för den 27 februari 2021. Företaget äger också babyproduktsförsäljaren Buy Buy Baby.
Detaljhandelskedjan grundades 1971 som Bed 'n Bath av Warren Eisenberg och Leonard Feinstein, när de öppnade en butik för hemtextilier och badrum i en förort till New York. De hade tidigare varit anställda hos lågprisvaruhuskedjan Arlan's och runt decennieskiftet 1970 hade den inhemska varuhusbranschen kämpigt. Båda insåg att butiker, som är inriktade på specialområden, är något för framtiden inom detaljhandeln och inte butiker som säljer allt. År 1987 bytte företaget namn till det nuvarande. I juni 1992 blev de börsnoterade och aktierna började handlas på Nasdaq. I mars 2007 köpte BBB Buy Buy Baby för 67 miljoner amerikanska dollar.
Huvudkontoret ligger i Union i New Jersey.